# IC 3293
IC 3293 је галаксија у сазвјежђу Береникина коса која се налази на листи објеката дубоког неба у Индекс каталогу.
Деклинација објекта је + 17° 25' 57" а ректасцензија 12h 24m 53,5s. Привидна величина (магнитуда) објекта IC 3293 износи 15,7 а фотографска магнитуда 16,5.